# Leptaegeria
Leptaegeria is een geslacht van vlinders uit de familie wespvlinders (Sesiidae), onderfamilie Sesiinae.
Leptaegeria is voor het eerst wetenschappelijk beschreven door Le Cerf in 1916. De typesoort is Leptaegeria flavocastanea.

## Soorten
Leptaegeria omvat de volgende soorten:
- Leptaegeria axiomnemoneuta Zukowsky, 1936
- Leptaegeria cillutincariensis Zukowsky, 1936
- Leptaegeria costalimai Köhler, 1953
- Leptaegeria flavocastanea Le Cerf, 1916
- Leptaegeria harti (Druce, 1899)
- Leptaegeria schreiteri Köhler, 1941